# Héctor Cúper
Héctor Raúl Cúper (phát âm tiếng Tây Ban Nha: [ˈeɣtoɾ ˈkupeɾ]; sinh ngày 16 tháng 11 năm 1955) là một huấn luyện viên và cựu cầu thủ bóng đá chuyên nghiệp người Argentina hiện là huấn luyện viên trưởng của Đội tuyển bóng đá quốc gia Syria.

## Sự nghiệp HLV
Sinh ra ở Chabás, Santa Fe, Cúper bắt đầu sự nghiệp huấn luyện của mình với Huracán, một năm rưỡi sau khi nghỉ hưu. Sau ba năm, anh chuyển đến Lanús và hai năm sau, anh đã sang Châu Âu. Năm 1997, anh được Mallorca thuê quản lý, và ngay mùa đầu tiên anh đã đưa câu lạc bộ khiêm tốn này đến trận chung kết Copa del Rey, trận đấu mà đội bóng thua Barcelona. Mùa giải tiếp theo, đội đã lọt vào trận chung kết Cúp Nhà vô địch UEFA, nơi họ thua trước Lazio. Tuy nhiên, trong cùng một mùa giải, đội đã trả thù Barcelona, giành giải Supercopa de España năm 1998. Mùa giải đó, Mallorca cũng ghi nhận vị trí lịch sử tốt nhất của họ ở cuối giải đấu với vị trí thứ 3, cho phép đội bóng chơi ở UEFA Champions League.
Cúper chuyển đến Valencia năm 1999, nơi anh duy trì vận rủi trong trận chung kết, thua trận chung kết Champions League hai lần liên tiếp; năm 2000 với Real Madrid, và năm 2001 trước Bayern Munich trên loạt sút luân lưu.
Vào ngày 22 tháng 6 năm 2001, Cúper được câu lạc bộ Ý Internazionale thuê làm HLV, nơi anh đạt vị trí thứ ba và thứ hai của giải vô địch Ý trong 2 mùa giải liên tiếp. Trong trận chung kết UEFA Champions League 2002, đội của anh đã thua trong trận bán kết trước đối thủ thành phố AC Milan về số bàn thắng trên sân khách. Inter dưới sự chỉ huy của anh ta đã tuột mất những gì có thể là scudetto đầu tiên của câu lạc bộ kể từ năm 1989 vào ngày 5 tháng 5 năm 2002 sau khi thua 4-2 trước Lazio và trao lại Scudetto cho đối thủ cạnh tranh Juventus vào ngày cuối cùng của mùa giải. Ông đã bị sa thải khỏi câu lạc bộ vào ngày 19 tháng 10 năm 2003, sau sáu trận đấu của mùa giải 2003-04, khi đội đứng ở vị trí thứ 8 tại Serie A.
Sau một năm nghỉ, do tranh cãi hợp đồng với Inter, Cúper đã quản lý Mallorca một lần nữa trong mùa giải 2004-05, khi đội đã ở vị trí xuống hạng sau 10 trận, cứu đội khỏi trụ hạng trong trận đấu cuối cùng của mùa giải. Với kết quả tồi tệ mặc dù có nhiều bản hợp đồng, Cúper đã quyết định rời đội vào tháng 2 năm 2006, khi đội đang ở cuối bảng giải đấu.
Vào ngày 16 tháng 7 năm 2007, Cúper được tiết lộ là người quản lý mới của Real Betis. Ông đã bắt đầu mùa giải 2007 2007 ở vị trí lãnh đạo, nhưng đã bị sa thải vào ngày 2 tháng 12 năm 2007 sau trận thua của đội trước Atlético Madrid. Vào ngày 11 tháng 3 năm 2008, ông được tiết lộ với tư cách là huấn luyện viên mới của đội bóng xuống hạng Parma, thay thế Domenico Di Carlo ở vị trí lãnh đạo của gialloblù. Sau đó, ông đã bị sa thải hai tháng sau trận đấu cuối cùng của mùa giải sau khi chỉ thắng 2trong 10 trận đấu với tư cách là người quản lý, điều này cuối cùng dẫn đến việc Parma phải xuống hạng Serie B.
Vào ngày 1 tháng 8 năm 2008, Cúper trở thành huấn luyện viên trưởng của đội tuyển quốc gia Georgia. Nhưng do không thể thắng một trận đấu với tư cách là huấn luyện viên trưởng của Georgia, ông đã không gia hạn hợp đồng khi hết hạn vào tháng 12 năm 2009.
Vào ngày 3 tháng 11 năm 2009, Cúper đã đồng ý tiếp tục sự nghiệp quản lý của mình với câu lạc bộ Hy Lạp Aris Thessaloniki cho đến khi kết thúc mùa giải 200910. Vào ngày 15 tháng 12 năm 2009, Cúper gia hạn hợp đồng với Aris cho đến tháng 6 năm 2011. Vào ngày 24 tháng 4 Cúper đã thua một trận chung kết khác, lần này là tại Cup bóng đá Hy Lạp trước Panathinaikos, tiếp tục chuỗi trận thua của ông trong các trận chung kết.
Trong mùa giải 20101111, Cúper dẫn dắt Aris tham gia lần đầu tiên vào Vòng 32 Giải đấu UEFA Europa League 2010, đưa câu lạc bộ lên vị trí thứ hai tại bảng B với 10 điểm, sau hai trận thắng bất ngờ trước Atlético Madrid. Vào ngày 18 tháng 1 năm 2011 sau một số kết quả tồi tệ ở Hy Lạp, Cúper đã quyết định từ chức vị trí quản lý của mình.
Vào ngày 29 tháng 6 năm 2011 Cúper chuyển đến Racing Santander ký một mùa. Tuy nhiên, sau năm tháng, ông đã từ chức vì thành tích kém của đội bóng, được đặt ở vị trí thấp nhất tại La Liga. Ông đã ký hợp đồng với đội bóng ở Süper Lig  Orduspor vào ngày 19 tháng 12 năm 2011, nhưng đã ra đi đồng thuận vào ngày 13 tháng 4 năm 2013.
Vào ngày 14 tháng 11 năm 2013, Cúper được công bố là huấn luyện viên trưởng mới của đội bóng UAE Al Wasl. Ông đã bị sa thải vào ngày 4 tháng 3 năm 2014 do kết quả kém.
Vào ngày 2 tháng 3 năm 2015, Hiệp hội bóng đá Ai Cập đã bổ nhiệm Cúper làm người quản lý mới của đội bóng đá quốc gia của họ. Tại Cúp bóng đá châu Phi 2017, ông đã dẫn dắt Ai Cập vượt qua trận chung kết, họ tiếp tục để thua 2-1 trước Cameroon. Sau đó, Hiệp hội bóng đá Ai Cập đã đưa ra một tuyên bố ủng hộ hoàn toàn Cuper và chúc anh may mắn cho Vòng loại World Cup 2018.     Ông đã dẫn dắt Ai Cập đến FIFA World Cup 2018, lần đầu tiên họ xuất hiện tại giải đấu kể từ năm 1990, sau khi đánh bại Congo với tỷ số 2-1. Hợp đồng của Cúper đã hết hạn vào cuối giải đấu và các cuộc đàm phán đã bị hoãn lại cho đến khi kết thúc. Sau thất bại trong ba trận đấu nhóm của Ai Cập tại giải đấu, có thông báo rằng hợp đồng của Cúper sẽ không được gia hạn.
Vào ngày 1 tháng 8 năm 2018, Cúper trở thành huấn luyện viên trưởng của đội tuyển quốc gia Uzbekistan, ký hợp đồng tới tận Giải vô địch bóng đá thế giới 2022.